# Grand Prix Bruno Beghelli féminin 2016
La 1re édition du Grand Prix Bruno Beghelli féminin a eu lieu le 25 septembre 2016. Elle fait partie du calendrier UCI en catégorie 1.1 et se court le lendemain du Tour d'Émilie, qui se déroule dans la même région. La course est remportée par l'Australie Chloe Hosking.

## Classements

### Classement final
| \| Classement général \| Classement général \| Classement général \| Classement général \| Classement général \| \| Coureuse \| Coureuse \| Pays \| Équipe \| Temps \| \| ------------------ \| ------------------------- \| ------------------ \| ------------------- \| ------------------ \| \| 1re \| Chloe Hosking \| Australie \| Wiggle High5 \| 1 h 59 min 38 s \| \| 2e \| Marianne Vos \| Pays-Bas \| Rabo Liv Women \| + 0 s \| \| 3e \| Barbara Guarischi \| Italie \| Canyon-SRAM Racing \| + 0 s \| \| 4e \| Arianna Fidanza \| Italie \| Astana Women's Team \| + 0 s \| \| 5e \| Emilia Fahlin \| Suède \| Alé Cipollini \| + 0 s \| \| 6e \| Rasa Leleivytė \| Lituanie \| Aromitalia Vaiano \| + 0 s \| \| 7e \| Joëlle Numainville \| Canada \| Cervélo Bigla \| + 0 s \| \| 8e \| Katarzyna Pawłowska \| Pologne \| Pologne \| + 0 s \| \| 9e \| Maria Giulia Confalonieri \| Italie \| Italie \| + 0 s \| \| 10e \| Lotte Kopecky \| Belgique \| Belgique \| + 0 s \| |                           |           |                     |                 |
| |                           |           |                     |                 |
| Source : Cycling Quotient |                           |           |                     |                 |
| Classement général |                           |           |                     |                 |
| Coureuse | Coureuse                  | Pays      | Équipe              | Temps           |
| 1re | Chloe Hosking             | Australie | Wiggle High5        | 1 h 59 min 38 s |
| 2e | Marianne Vos              | Pays-Bas  | Rabo Liv Women      | + 0 s           |
| 3e | Barbara Guarischi         | Italie    | Canyon-SRAM Racing  | + 0 s           |
| 4e | Arianna Fidanza           | Italie    | Astana Women's Team | + 0 s           |
| 5e | Emilia Fahlin             | Suède     | Alé Cipollini       | + 0 s           |
| 6e | Rasa Leleivytė            | Lituanie  | Aromitalia Vaiano   | + 0 s           |
| 7e | Joëlle Numainville        | Canada    | Cervélo Bigla       | + 0 s           |
| 8e | Katarzyna Pawłowska       | Pologne   | Pologne             | + 0 s           |
| 9e | Maria Giulia Confalonieri | Italie    | Italie              | + 0 s           |
| 10e | Lotte Kopecky             | Belgique  | Belgique            | + 0 s           |

### Barème des points UCI
| Position           | 1er | 2e | 3e | 4e | 5e | 6e | 7e | 8e | 9e | 10e | 11e | 12e | 13e | 14e | 15e | 16e | 17e | 18e |
| Classement général | 80  | 60 | 45 | 35 | 30 | 25 | 21 | 18 | 15 | 12  | 10  | 8   | 6   | 5   | 4   | 3   | 2   | 1   |